# Evening and Morning Star
The Evening and Morning Star (también acortado a Evening and Morning Star) fue una publicación mensual de los Santos de los Últimos Días en Independence (Misuri) que estuvo en circulación desde junio de 1832 hasta julio de 1833 y luego en Kirtland (Ohio) desde diciembre de 1833 hasta septiembre de 1834. Cuando The Kansas City Star empezó a publicar el 18 de septiembre de 1880, fue el siguiente periódico del Condado de Jackson (Misuri) llamado la "estrella" desde que los mormones publicaran el primer periódico regular de la región entre 1832 y 1833, después de que el Territorio de Misuri fuera aceptado como estado en la Unión el 10 de agosto de 1821.

## Impresión en Misuri
The Evening and Morning Star fue la primera publicación de los Santos de los Últimos Días. Fue inicialmente publicado en una oficina de imprenta dirigida por William Wines Phelps en Independence (Misuri) empezando el junio de 1832 hasta que la oficina fue destruida por una muchedumbre el 20 de julio de 1833, después de que se publicara una discusión de las leyes de los EE. UU. y de Misuri sobre la esclavitud, los afroamericanos y los americanos mestizos. Los misurianos a favor de la esclavitud respondieron con un escandalizado «Manifiesto de la Muchedumbre» en el cual se describía a los mormones como «...fanáticos engañados, o débiles e intrigantes bribones...» y más. La muchedumbre también destruyó numerosas copias incompletas del Libro de los Mandamientos.

## La impresión se reanuda en Ohio
Después de que los Santos de los Últimos Días fueran expulsados de Misuri a finales de 1833, la publicación se imprimió en Kirtland (Ohio) en una tienda propiedad de Frederick G. Williams. El editor en Ohio fue Oliver Cowdery. La publicación fue finalmente sucedida por Messenger and Advocate.
- Datos: Q7732662